# Ummidi Quadrat (cònsol)
Ummidi Quadrat (en llatí Ummidius Quadratus) va ser un noble i magistrat romà, fill d'Ummidi Quadrat i d'Ànnia Cornificia Faustina, una germana de l'emperador Antoní Pius. Era amic de Plini el Jove. L'emperador li va deixar per testament l'herència que derivava de la seva mare. En algunes inscripcions el seu nom és Nummidi Quadrat (Nummidius Quadratus)
Va ser cònsol romà l'any 167 juntament amb Luci Aureli Ver, germà de Marc Aureli.